# Маяк Токаревского
Мая́к Токаре́вского — действующий маяк во Владивостоке, туристическая и имиджевая достопримечательность города. Расположен на южной точке кошки Токаревского, обеспечивает проход судов в узости пролива Босфор Восточный в заливе Петра Великого Японского моря. Координаты маяка Токаревского по морским лоциям: широта 43º 04,37' N, долгота 131º 50,52' E.

## Описание

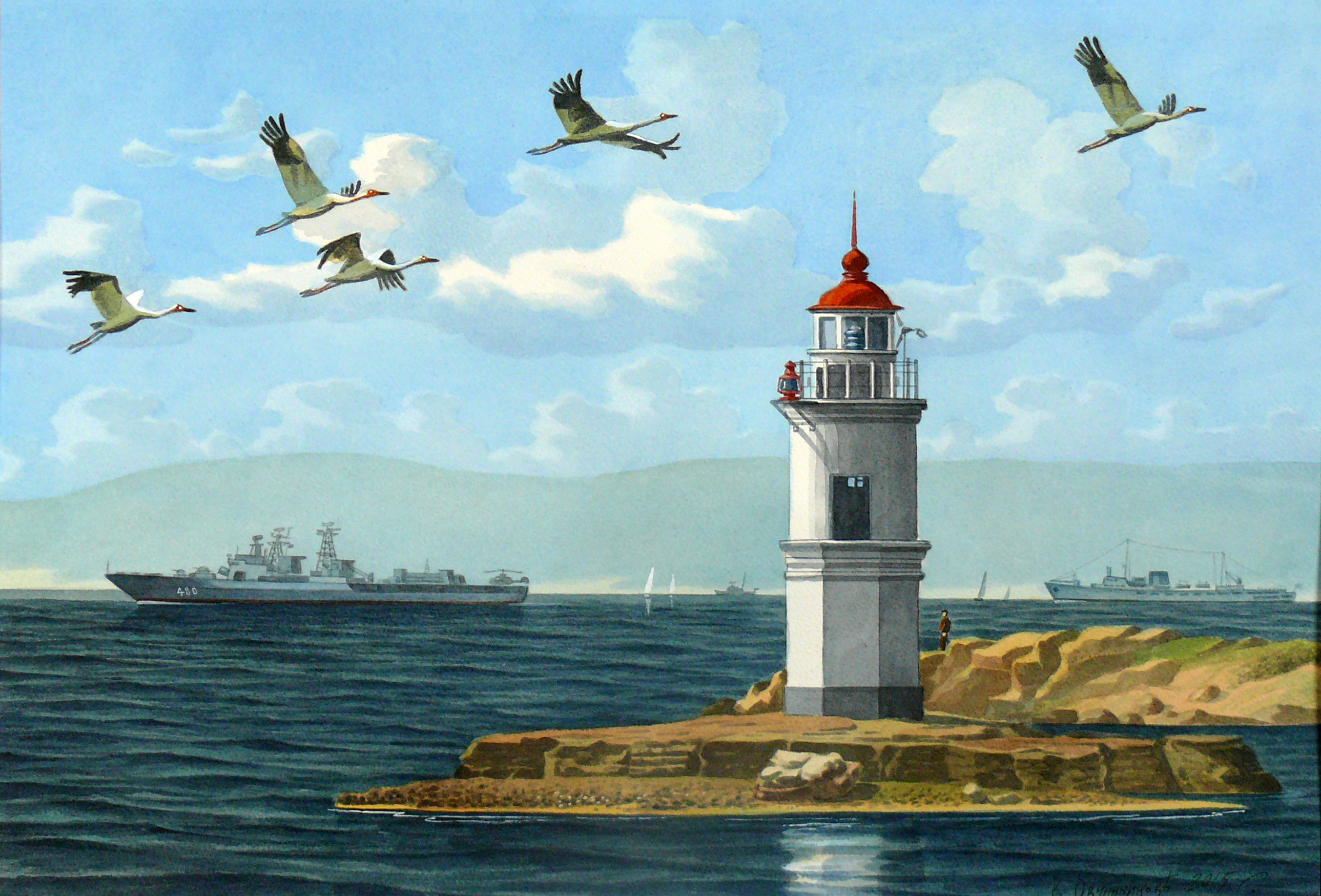
Картина «Маяк Токаревский» Вячеслава Ивановича Овчинникова

Номер маяка Токаревского, присвоенный по штату 2010 года — № 140. Класс маяка — 3-й. По британской международной классификации описания огней — № М 7479
Гражданские суда и военные корабли ориентируются на маяк Токаревского при проходе из Амурского залива в пролив Босфор Восточный и из него в бухту Золотой Рог, где находится два крупных порта — Владивостокский морской торговый порт, Владивостокский морской рыбный порт и база Тихоокеанского флота ВМФ РФ. Маяк также исполняет функцию переднего знака створов девиационного полигона в Амурском заливе. Кошка Токаревского в длину 4,3 кабельтова (800 м) является каменистой косой. При штормах и сильных приливах вода заливает кошку. Были неоднократные попытки поднять высоту кошки над уровнем моря, отсыпалось что-то вроде дамбы, но море возвращает кошку в изначальное состояние. В частности, это произошло и в 2020 году после тайфуна Майсак.
Когда-то маяк был самой высокой точкой при наблюдении с моря, но теперь он несколько теряется на фоне металлической опоры линии высоковольтного напряжения с полуострова Шкота на остров Елены, а потом Русский остров. Маяк — около 12 метров, мачта электропередачи — 152 метра. Провода растянуты на пролёте в 925 метров на высоте над проходом судов в 57 метров.
Для маяка Токаревского был отсыпан на оконечности косы искусственный островок диаметром 25 м и высотой 1 м над уровнем моря. Маяк возвышается от площадки островка на 11,48 м. Смотрители маяка живут в небольшом городке за забором с надписью «Собственность Гидрографической службы ТОФ ВМФ РФ», группа одноэтажных зданий построена ещё в 1920-е годы на полуострове Шкота, у основания косы. Имя маяку дано по названию косы, где он стоит.
В феврале-марте рядом с маяком Токаревского на лёд выбираются нерпы-ларги.
Поблизости к маяку Токаревского в заливе Петра Великого расположены следующие маячные станции: маяк Россета — 1,5 км, маяки Шкотовского створа — 1,6 км, маяк Басаргина — 9,9 км, маяк Скрыплёва — 10,2 км, маяк Брюса — 37,4 км.

## История
Мыс Токаревского описан и картографирован Василием Матвеевичем Бабкиным (1813—1876), руководителем экспедиции 1862 года «по начертанию островов и земель Восточного океана», подполковника корпуса флотских штурманов. В 1860—1863 годах экспедиция под руководством В. М. Бабкина на клипере «Разбойник», корветах «Новик» и «Калевала» исследовала залив Петра Великого от залива Находка до устья реки Туманная и произвела морскую съёмку от мыса Лихачёва до залива Стрелок с островами Путятина и Аскольд, пролива Босфор Восточный, где и был описан мыс Токаревского, затем экспедиция проследовала к архипелагу Императрицы Евгении и прошла от мыса Брюса до мыса Гамова с прилегающими островами, в том числе выполнила шлюпочные промеры в 11 бухтах. Ею же была обследована северная часть Амурского залива. Имя мысу дано в честь близкого друга Василия Бабкина Токаревского Михаила Яковлевича (1809—1853) — военного моряка, гидрографа, капитана корпуса флотских штурманов, маячных дел мастера, помощника директора Балтийских маяков. Кошка получила имя, аналогичное названию мыса, не позднее 1912 года.
В 1910 году начались работы: стали насыпать островок и затем строить фундамент и несущие стены маяка. В 1911 году была выстроена башня из камня в высоту 8 м 23 см. В 1913 году маяк был достроен и из Франции пришёл светооптический аппарат 4 разряда с конструкцией под фонарь от компании «Barbier Cº Fenestre Construrs» (Париж), и маяк заработал. В этом конструктивном виде (башня и оптическая механика) маяк работает по сей день. При открытии в 1913 г. световая «азбука» маяка Токаревского прописывалась так: белым и красным секторными проблесковыми огнями с дальностью видимости огня 8,5 мили (16 км). В секторе 48º — 307º белым светом, а в секторе 307º — 360º — в сторону Амурского залива вдоль косы — красным светом. Сектор 360º — 48º — в сторону п/о-ва Шкота — световой «азбукой» не обрабатывался, сектор оставался в темноте.
Из-за частых в осенне-зимнее время туманов и снегопадов в заливе Петра Великого и их выхода в пролив Босфор Восточный на маяке был установлен колокол. Он висел на кронштейне на внешней стене башни. Чтобы в случае тумана или плохой видимости предупреждать проходящие суда об опасностях навигации, смотритель дважды ударял в колокол с интервалом менее 3 минут. Колокол весил 50 кг. Позже был снят, когда в 1959 году на маяке был установлен наутофон — электромагнитный излучатель звуков высокого тона мембранного типа, но колокол хранился на маяке как реликвия. Позднее был передан в Музей Тихоокеанского флота.

Вид со стороны полуострова Шкота
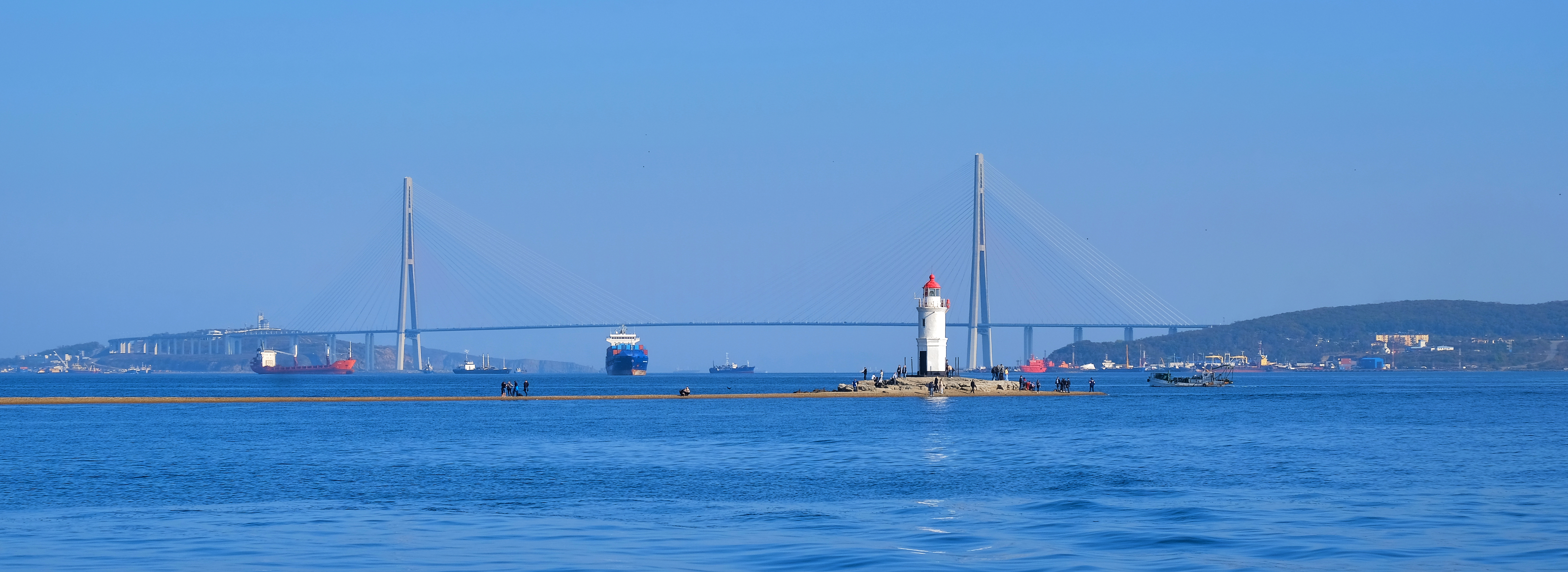
Маяк на фоне Русского моста
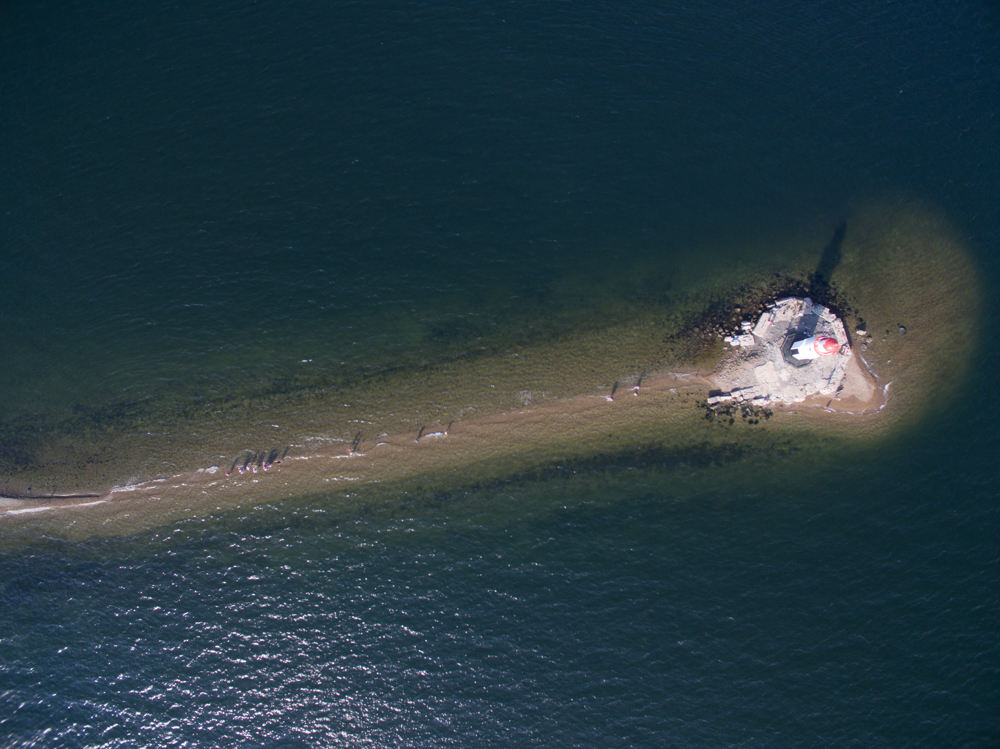
Вид с высоты
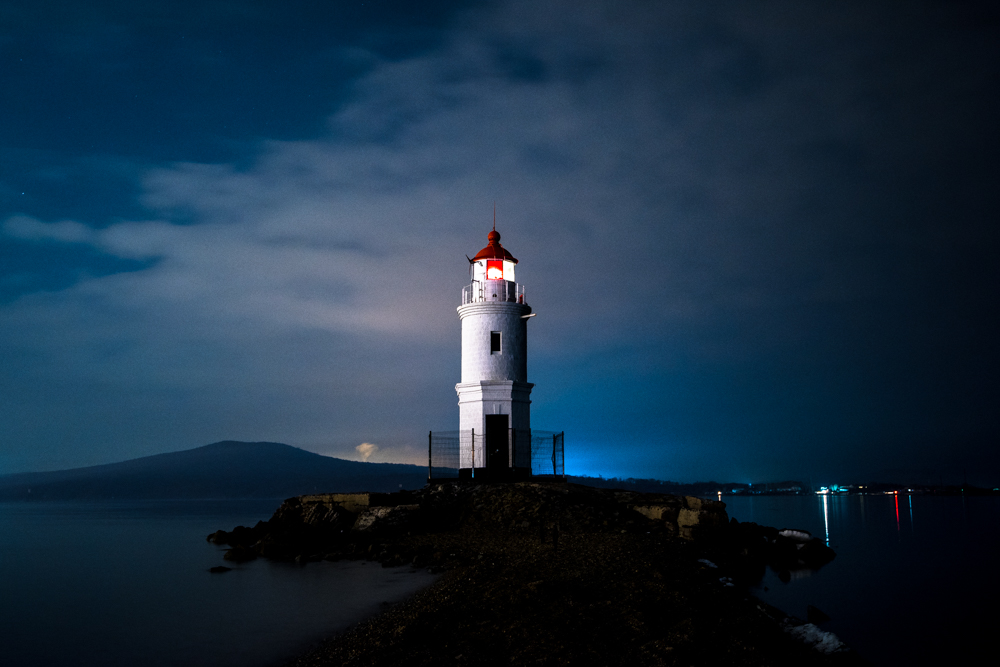
Ночной вид
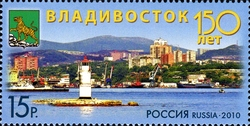
Маяк на почтовой марке, выпущенной к 150-летию города Владивостока

## Технические и конструктивные особенности

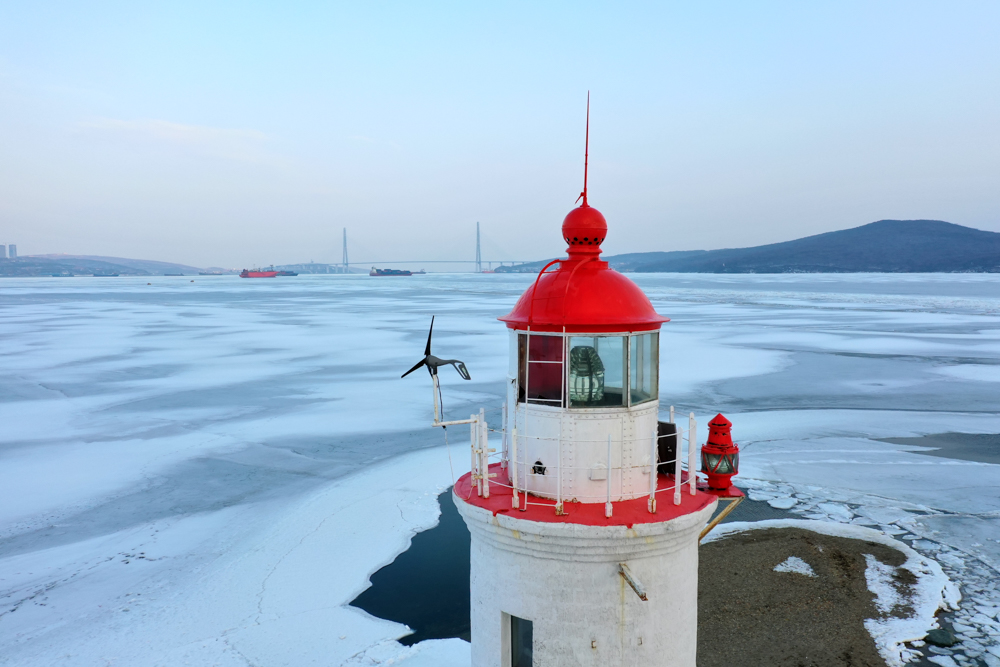
Верхняя часть башни маяка на фоне ледяного поля пролива Босфор Восточный. На дальнем плане Русский мост.

Аппарат светооптики 4 разряда действует до сих пор: это линзы 500 мм в диаметре, в высоту 975 мм и с фокусным расстоянием 250 мм. Линза системная, включает в себя пять диоптрических элементов высотой 350 мм и 9 катодиоптрических элементов. Поначалу основной источник — обычная керосиновая лампа с фитилём. Световая «азбука» того времени: свет 1 сек + темн. 5 сек — период 6 сек — 10 проблесков в минуту.
7 января 1953 года Извещение мореплавателям ГС ТОФ № 13 уточнило сектора световой «азбуки» маяка. Сектор белого огня вместо 49º — 312º переведён в сектор 57º — 306º. Сектор красного огня: вместо 312º — 353º стал работать в секторе 306º — 345º. Тёмный сектор: 345º — 57º. Эти сектора маячных сигналов сохраняются до сих пор.
В 1957—1958 годах 521-м Отдельный строительный участок Дальвоенморстроя реконструировал маяк. Аппарат светооптики стал электрическим: лампа марки ММ-3 мощностью 300 вт. Темп проблесковых сигналов изменился: свет 3 сек + темн. 4,5 сек — период 7,5 сек — 8 проблесков в минуту. Дальность видимости огней увеличилась до 12 миль (22 км). Информация об этих изменениях — в Извещении мореплавателям ГС ТОФ № 62 часть I 13 февраля 1958 года. Сектора не изменились.
Сейчас маяк Токаревского находится в ведении Гидрографической службы Тихоокеанского флота.